# یاووویتسه
یاووویتسه (به لهستانی: Jałowice) یک روستا در لهستان است که در گمینا بروده (استان لوبوسکی) واقع شده‌است.